# Дани, Франсис
Франсис Эрнест Жозеф Мари Дани (фр. Francis Ernest Joseph Marie Dhanis; 11 марта 1862, Лондон, Британская империя — 13 ноября 1909, Брюссель, Бельгия) — бельгийский офицер и колониальный чиновник.
Родился в семье бельгийского торговца и его жены-ирландки, провёл первые четырнадцать лет своей жизни в Гриноке, где получил первоначальное образование. Затем учился в Военной школе в Париже, по окончании которой поступил в бельгийскую армию в полк гренадеров, где дослужился до звания майора. Как только он дослужился до звания лейтенанта, Дани ушёл добровольцем на службу в Свободное государство Конго, владение бельгийского короля Леопольда II, и в 1887 году начался первый срок его пребывания там. Он так преуспел в создании новых колониальных постов на севере Конго, что, когда правительство решило положить конец арабскому господству в Верхнем Конго, он был выбран в качестве начальника военной экспедиции, посланной против работорговцев, во время войны в Восточной Конго (1892—1894).
Эта кампания началась в апреле 1892 года и не была доведено до успешного завершения до января 1894 года. Основными достижениями кампании были захват подряд трёх арабских крепостей в Ньянгве, Касонго и Кабамбари. История этой войны была подробно рассказана её участником доктором Сидни Хиндом в книге The Fall of the Congo Arabs. За его заслуги Дани был присвоен титул барона, а в 1895 году он был назначен вице-губернатором Свободного государства Конго.
В 1896 году он возглавил экспедицию в верховья Нила. Его люди, в основном состоящие из племён тетела, которые только недавно были покорены и которые были недовольны казнями некоторых их вождей из-за потакания среди своих племён каннибализму, взбунтовались и убили многих из белых офицеров, что стало известно как восстания батетела. Дани оказался лицом к лицу с более грозным противником, чем даже арабы, в лице этих хорошо вооружённых и отчасти даже знакомых с дисциплиной наёмников. В течение двух лет (1897—1898) он постоянно находился между жизнью и смертью в борьбе с ними. В конце концов ему удалось разбить эти несколько отрядов, образованных из его мятежных солдат. Хотя его операции против тетела были менее масштабными, чем в арабских войнах, многие считали, что бельгийский лидер проявил большую способность и стойкость в деле их успешного решения. В 1899 году барон Дани вернулся в Бельгию с почётным званием вице-генерал-губернатора.